# Микеле Морозини
Микеле Морозини (на италиански: Michele Morosini) е шестдесет и първият венециански дож само за четири месеца през 1382 г.
След войната при Киоджа (1378 - 1383), която Венеция води с Генуа, Морозини е смятан за един от най-богатите венецианци, собственик на голям брой къщи, придобити за малко пари по време на кризата.
Морозини е избран за дож на 10 юни 1382 г. с минимума нужни гласове в Съвета. Едва четири месеца по-късно умира от чума и мнозина негови съвременници са на мнение, че е наказан заради алчността и спекулата си срещу бедните.

## Семейство
Морозини е женен за Кристина Кондулмиеро, дъщеря на търговец на вълнени дрехи, бежанец от Падуа.